# Moritz Philipp Schenck zu Schweinsberg
Moritz Philipp Wilhelm Christoph Schenck zu Schweinsberg (* 28. Mai 1783 in Kassel; † 12. November 1840 auf Schloss Buchenau) war ein deutscher Gutsbesitzer und Mitglied der Kurhessischen Ständeversammlung.

## Leben

### Herkunft und Familie
Moritz Philipp Schenck zu Schweinsberg entstammte dem hessischen Uradelsgeschlecht Schenck zu Schweinsberg. Er wurde als Sohn des Caspar Wilhelm Julius Schenck zu Schweinsberg (1730–1807, kurhessischer Generalleutnant, Gouverneur von Ziegenhain) und dessen Ehefrau Juliane Wilhelmine geb. von Geysa (1740–1802) geboren. Nach Julianes Tod heiratete Caspar Dorothea Caroline Margaretha Hennehöfer. Aus dieser Ehe stammte der Sohn
Carl Wilhelm (1805–1869), Offizier und Mitglied der Kurhessischen Ständeversammlung.
Moritz selbst heiratete die Schwester seiner Stiefmutter Dorothea.

### Wirken
Er war Rittmeister in Buchenau und erhielt in dieser Eigenschaft im Jahre 1833 ein Mandat für die Kurhessische Ständeversammlung, die 1830 nach den schweren Unruhen konstituiert wurde und die Landstände der Landgrafschaft Hessen faktisch ablösten. Sie verfügte – anders als die Landstände – über eine Kammer. Darin vertreten waren u. a.  je ein Abgeordneter der fünf Bezirke der Althessischen Ritterschaft. Moritz Philipp  war für die Ritterschaft des Fuldastroms angetreten und blieb bis 1838 in dem Parlament.
Von 1807 bis 1840 war er im Besitz des Schlosses Buchenau, das 1692 durch seinen Vorfahren Wolf Christoph Schenk zu Schweinsberg in den Besitz der Familie gelangte. Dieser tauschte das von ihm geerbte Rittergut Burghaun gegen Schloss Buchenau. Sein Halbbruder Carl Wilhelm   wurde Nachfolger auf dem Schloss.